# 塞内加尔社会党
塞内加尔社会党（法語：Parti Socialiste du Sénégal，缩写为PS）是塞内加尔的一个政党。该党成立于1958年，前身是塞内加尔人民集团。1960年塞内加尔独立后，该党长期作为执政党，直到2000年。该党的创始人是塞内加尔首任总统利奥波德·塞达尔·桑戈尔。
在1976年以前，该党是塞内加尔唯一合法政党。1976年，塞内加尔通过一项法律，允许塞内加尔有三个政党存在，分别为社会主义政党、马克思列宁主义政党和自由主义政党；经过塞内加尔当局确定，三个角色分别由塞内加尔社会党、非洲独立党—革新和塞内加尔民主党担当。1981年，塞内加尔开始实行不受限制的多党制；同年，该党发起成立非洲社会党国际（现称非洲民主社会主义党派联盟）。2000年，该党候选人、时任总统阿卜杜·迪乌夫在选举中被塞内加尔民主党领袖阿卜杜拉耶·瓦德击败，该党失去执政权。
该党的目标是在塞内加尔的政治环境中推动民主社会主义的实现。民主社会主义的实施包括建立一个开放、民主和人道的社会，同时保持非洲身份认同。
该党是社会党国际的正式成员。2018年，该党约有120万名成员。